# Benguet
Koordinaten: 16° 30′ N, 120° 42′ O
Benguet ist eine Provinz der Philippinen in der Administrativen Region Cordillera auf der Hauptinsel Luzon. Die Provinzhauptstadt ist La Trinidad. Die Provinz liegt im höchsten Sektor der Philippinischen Kordilleren.

## Geographie
Benguet grenzt an die Provinz Pangasinan im Süden und dann im Uhrzeigersinn an La Union, Ilocos Sur, Mountain Province, Ifugao, und Nueva Vizcaya.
Benguet selbst ist in 13 Stadtgemeinden unterteilt, auch Baguio City liegt innerhalb der Provinzgrenzen, ist aber offiziell nicht Teil der Provinz, auch wenn die Stadt bei Statistiken immer Benguet zugeschlagen wird. Im Nordosten liegen Teile des Mount-Data-Nationalparks auf dem Gebiet der Provinz.
Die Stadtgemeinden sind:
| - Atok - Bakun - Bokod - Buguias - Itogon | - Kabayan - Kapangan - Kibungan - La Trinidad | - Mankayan - Sablan - Tuba - Tublay |

## Geschichte
In der vorspanischen Zeit waren die Berge im heutigen Benguet von verschiedenen Stämmen bewohnt, die unter dem Namen Igorot zusammengefasst werden. Zwei dieser Stämme, die Ibaloi und die Kankana-ey, waren dabei dominierend. Philippinische Anthropologen nehmen an, dass die meisten dieser Stämme malaiischen Ursprungs sind. Die Bewohner betrieben einen florierenden Handel mit den Stämmen des Tieflands wie zum Beispiel den Ilocos und den Pangasinan.
Im Jahr 1572 leitete der Spanier Juan de Salcedo eine kleine Expedition in das südliche Benguet, sie hatten vor die gebirgigen Regionen zu kolonisieren, da sie von reichen Goldvorkommen in dieser Region gehört hatten. Die Expedition wurde aber von den Stämmen vertrieben, erst 1620 gelang es einer größeren Expedition einige Goldminen bei La Trinidad unter spanische Kontrolle zu bringen, aber auch diese Minen wurden nach nur wenigen Jahren verlassen.
Im 19. Jahrhundert versuchten die Spanier ernsthafter das Hochland von Benguet unter ihre Kontrolle zu bringen, zuerst gelang es einer Expedition unter Guillermo Galvey das Tal um La Trinidad, das er nach seiner Frau benannte, dauerhaft zu kontrollieren. Im Jahr 1846 wurde dieser Distrikt zu der neuen Provinz La Union erklärt, aber schon acht Jahre später wieder eine eigene comandancia politico-militar.
Als die Vereinigten Staaten die Kontrolle über die Philippinen übernahmen, wurde in Benguet am 23. November 1900 eine Zivilregierung eingerichtet. Ein kanadischer Journalist wurde der erste Gouverneur von Benguet. Am 18. August 1908 wurde dann die benachbarte Mountain Province eingerichtet und Benguet wurde eine Subprovinz dieser neuen Provinz.
In den 1930ern begannen Minenunternehmen die Goldvorräte in Benguet auszubeuten. Während des Zweiten Weltkriegs gab es in der Region Kämpfe zwischen Amerikanern zusammen mit philippinischen Guerilleros und Japanern. Am 15. Juli 1987 wurde die Administrative Region Cordillera gegründet und Benguet wurde wieder eine eigenständige volle Provinz.

## Kabayan-Mumien
Benguet ist das Zentrum der „Ibaloi-Kultur“, die durch ihre farbenfrohen Trachten und besonders durch die „Kabayan-Mumien“ bekannt ist. In einem kleinen Museum in der Gemeinde Kabayan werden Artefakte, Trachten und Beispiele für die „Kabayan-Mumien“ ausgestellt.